# クロスジギンヤンマ
クロスジギンヤンマ（学名：Anax nigrofasciatus）は、ヤンマ科に属するトンボの一種。

## 概要
日本では本州、四国、九州および南西諸島で見られる。幼虫は人工の閉鎖水域でも生育し、成虫は4月から8月にかけて見られる。